# Seznam horských chat na Slovensku
Toto je seznam horských chat na Slovensku.

## Tatry

### Vysoké Tatry
- Bilíkova chata
- Horský hotel Sliezsky dom
- Horský hotel Hrebienok
- Chata Plesnivec
- Chata pod Rysmi
- Chata pod Soliskom
- Chata pri Popradskom plese
- Chata pri Zelenom plese
- Rainerova chata
- Skalnatá chata
- Téryho chata

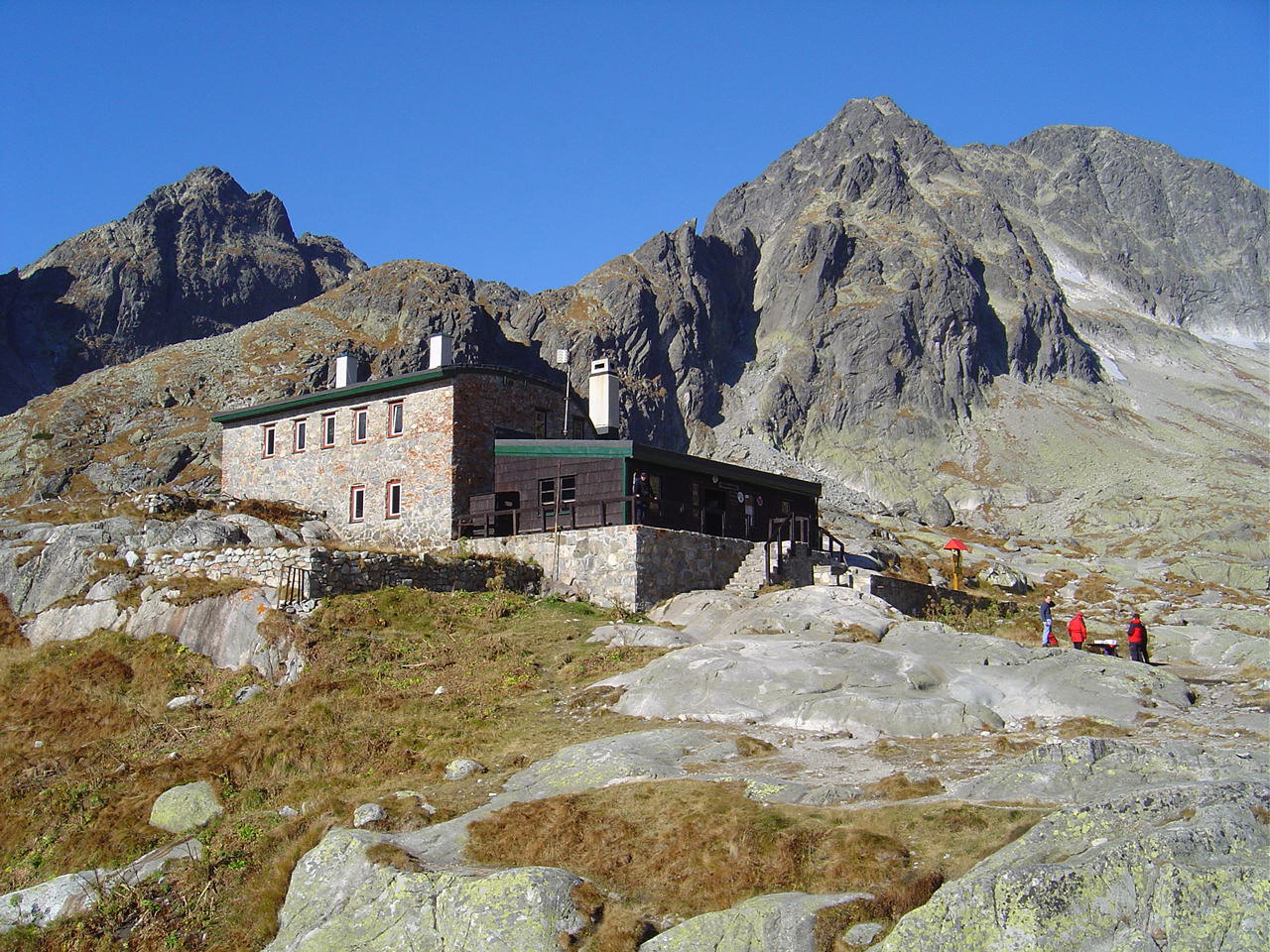
Téryho chata

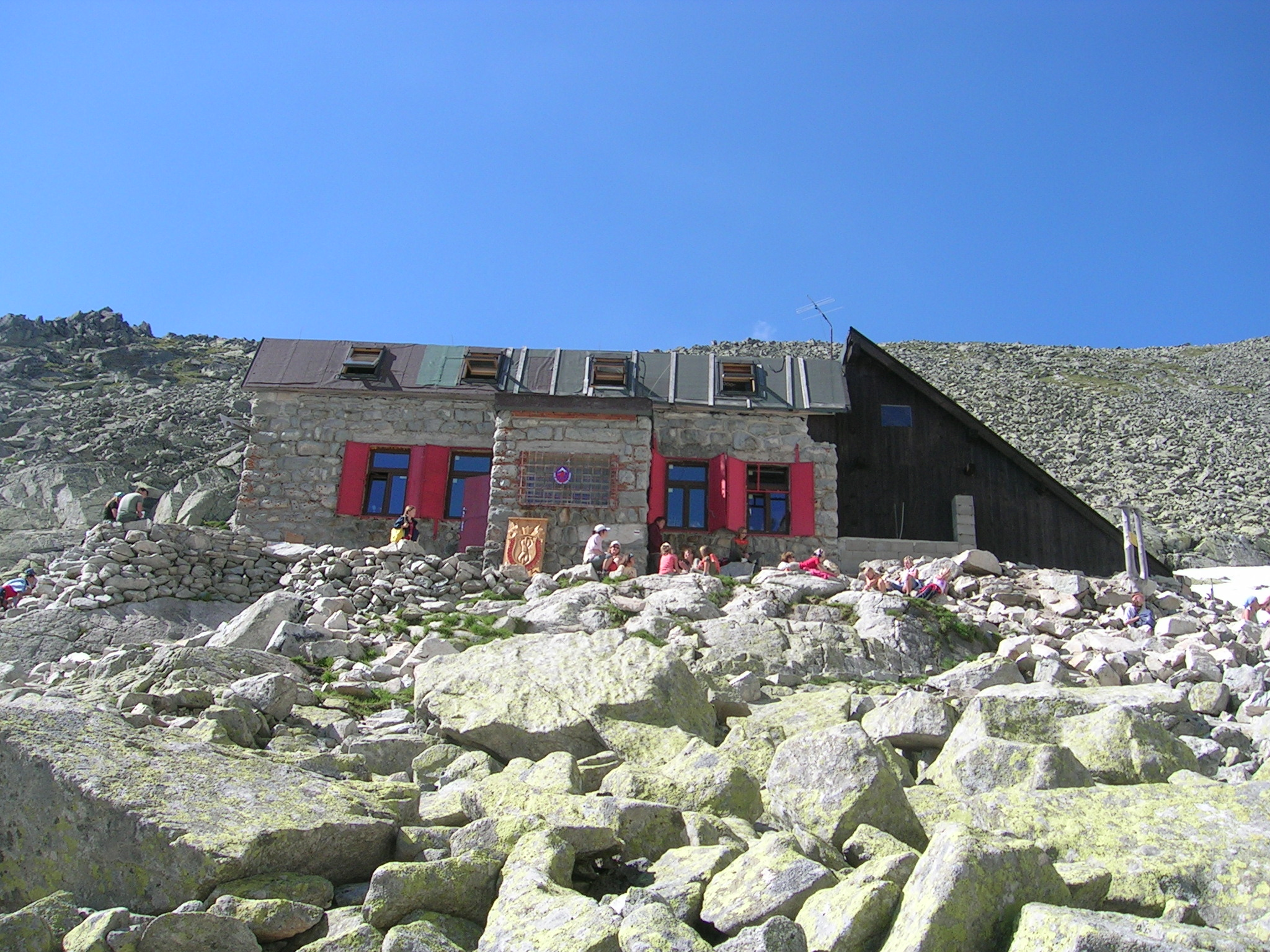
Chata pod Rysy

- Bývalá Važecká chata, též nazývaná Kertészova, resp. Kertészova Važecká chata
- Zamkovského chata
- Zbojnická chata

### Západní Tatry
- Chata pod Náružím
- Chata Zverovka
- Chata Primula
- Ťatliakova chata
- Žiarska chata

## Nízké Tatry
- Chata Björnson
- Chata Kosodrevina
- Kamenná chata pod Chopkom
- Chata generála Milana Rastislava Štefánika pod Ďumbierom
- Útulna Ďurková zvaná také Útulňa Ďurková pod Chabencom

## Veľká Fatra
- Horský hotel Kráľova Studňa
- Chata pod Borišovom

## Malá Fatra

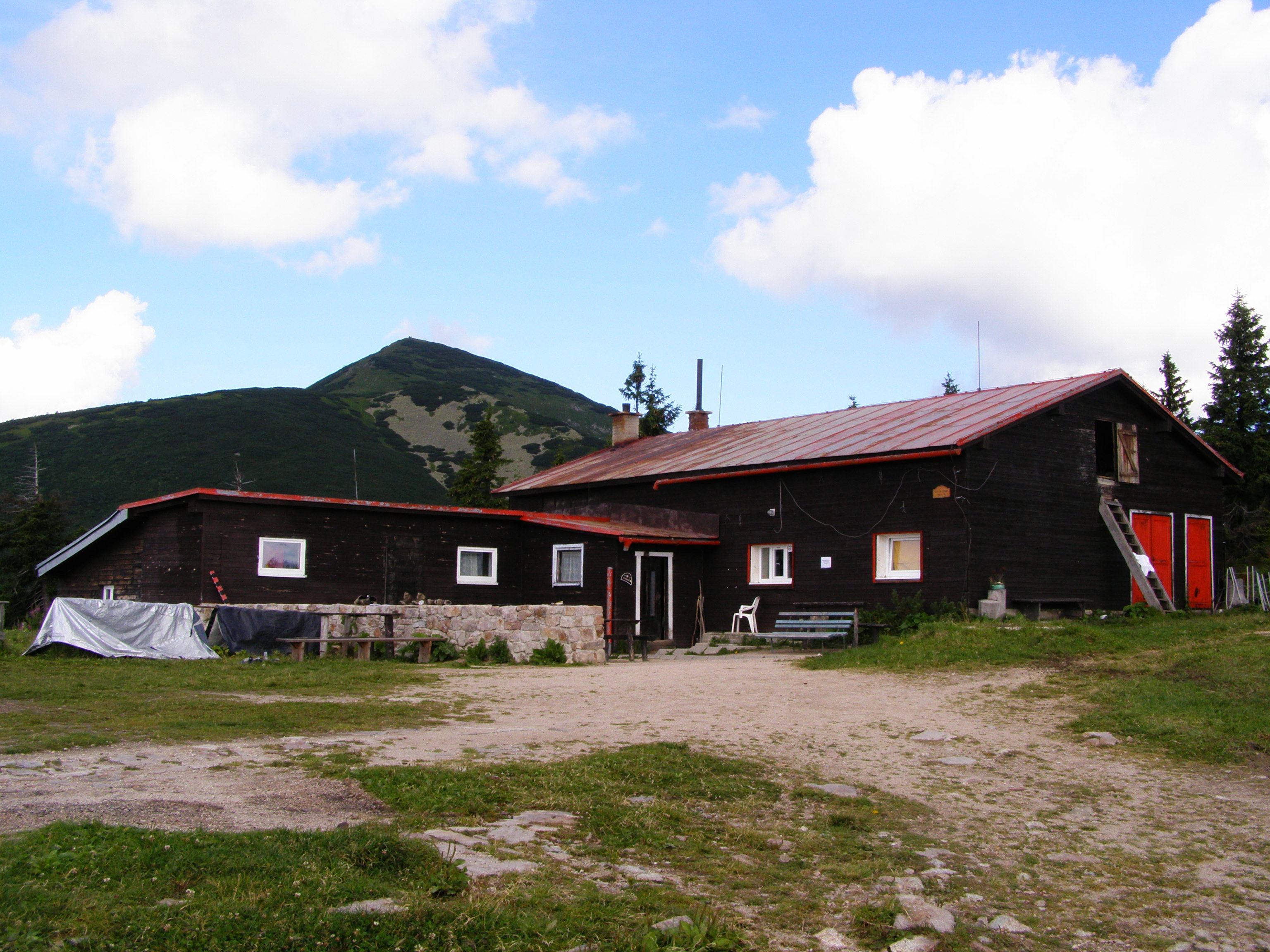
Chata pod Chlebom

- Hotel Boboty
- Horský hotel Havrania, Zázrivá
- Chata pod Chlebom
- Chata na Grúni
- Chata pod Suchým
- Chata Vrátna
- Chata pod Kľačianskou Magurou
- Chata na Martinských holích
- Chata pod Sokolím

## Oravská Magura
- Chata Kubínska hoľa

## Pieniny
- Chata Pieniny, není vysokohorská chata

## Poľana
- Horský hotel Poľana

## Slovenské rudohoří
- Chata Predná Holica, není vysokohorská chata